# 李晶晶 (赛艇运动员)
李晶晶（1994年6月15日—），河南夏邑人，中国女子赛艇运动员。她曾代表中国参加2020年夏季奥林匹克运动会赛艇比赛，获得八人单桨有舵手铜牌。